# 纳尔瓦纳
纳尔瓦纳（Narwana），是印度哈里亚纳邦Jind县的一个城镇。总人口50659（2001年）。

## 人口
该地2001年总人口50659人，其中男性27218人，女性23441人；0—6岁人口7138人，其中男4066人，女3072人；识字率62.99%，其中男性为70.34%，女性为54.45%。